# Sigmund Zois

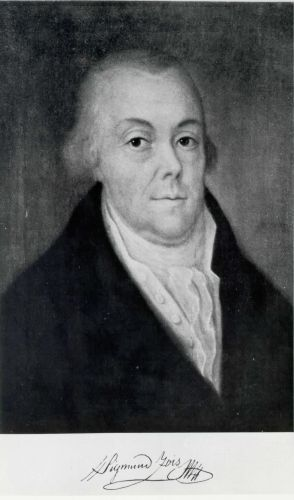
Žiga Zois

Sigmund Zois Freiherr von Edelstein, normalmente referido como Sigmund Zois ou Žiga Zois em eslovena (Trieste, 23 de novembro de 1747 - Liubliana, 10 de novembro de 1819) foi um nobre de Carniola, naturalista e mecenas.